# 하바고추
하바고추(타갈로그어: siling haba 실링 하바)는 필리핀의 고추이다. 나무고추(Capsicum frutescens)에 속하는 라부요고추와 달리, 고추(C. annuum)에 속하는 재배종이다.

## 같이 보기
- 라부요고추